# Kim Rusk
 (avril 2016).
 (avril 2016).
Si vous disposez d'ouvrages ou d'articles de référence ou si vous connaissez des sites web de qualité traitant du thème abordé ici, merci de compléter l'article en donnant les références utiles à sa vérifiabilité et en les liant à la section « Notes et références ».
Kim Rusk, née le 10 février 1984, est une animatrice québécoise à la télévision et à la radio. Elle a tout d'abord été connue comme étant la gagnante féminine de la télé-réalité Loft Story 3 au Québec. Elle est la fille du chanteur Patrick Zabé (Jean-Marie Rusk).

## Biographie
Diplômée du Collège Radio Télévision de Québec depuis 2003, Kim Rusk se fait d’abord remarquer en 2006, lors de la troisième édition de Loft Story, où elle termine grande gagnante. Cette expérience lui ouvre les portes de différents médias à titre de chroniqueuse aux émissions Caféine, Flash et comme animatrice des quotidiennes de la cinquième et sixième éditions de Loft Story et Veux tu m’épouser ?
En 2009, elle débute à la radio sa collaboration à l’émission Les midis de Véro sur les ondes du 105,7 Rythme FM et fait son entrée à TVA en participant à titre de reporter à Sucré Salé. Durant la même année, elle coanime l’émission 2 filles le matin à TVA et Par ici la sortie, avec Jacynthe René et Varda Étienne.
De 2015 à 2017, on pouvait l’entendre au 96,9 CKOI aux côtés de ses acolytes des Poids lourds du retour, Peter MacLeod et Philo Lirette. Rusk a eu une émission Kim Rock au 96,9 CKOI de 2013-15 et de 2011 à 2013, l'animatrice des matins en semaine sur les ondes de 96,9 CKOI sur les noms de Debout Montréal (2011 à 2012) et Yan, Kim et Billy (2012 à 2013).
En janvier 2018, Kim Rusk se joindra à l'équipe du matin à Radio Énergie 94,3 (CKMF-FM). Elle y rejoindra Philo Lirette, les deux ex-acolytes de Peter MacLeod dans l'émission du retour à la maison de CKOI Les poids lourds du retour. Ils animeront en effet, aux côtés de Jonathan Roberge, Boost, la nouvelle émission matinale. Julie Boulanger (également à Rouge FM de 8h30 à 11h30 en juin qui assurera l'intérim en attendant l'arrivée officielle en ondes de Kim car contractuellement parlant, elle n'avait pas le droit de commencer avant janvier à Énergie. Kim va pouvoir se consacrer à 100% sur son émission de télé. Dans l'intervalle, Kim Rusk s'investira dans son rôle de coanimatrice de La belle gang, une quotidienne diffusée à Canal Vie à partir du 21 août 2018.
Dès le 15 janvier 2018, elle animera le retour des fantastiques. L’émission du retour à Rouge FM. Cette activité a été court, mais en fin d'été 2018, Rusk sur les ondes de CKMF-FM a été animatrice des matins en semaine 9h-12h et depuis la fin d'été 2019, l'animatrice des matins en semaine 5h30-9h sur le nom Le Boost! en changement des places avec Julie Boulanger (Julibou).
Comme Jean-François Baril, Rusk a travaillé pour quatre stations musicales à Montréal, CKOI-FM, CFGL-FM, CITE-FM et CKMF-FM.